# Final Exit
I Final Exit sono stati un gruppo hardcore punk svedese, formato a Umeå nel 1987 dai componenti dei Refused. Il gruppo suonava utilizzando pseudonimi e si caratterizzava per sonorità hardcore più classiche rispetto a quelle dei Refused nonché per aver suonato spesso dal vivo nudi.

## Storia del gruppo
I Final Exit pubblicano il loro primo album, Teg, nel 1994, seguito nel 1997 da Umeå. Successivamente al tour promozionale dell'album, il gruppo si scioglierà.
Dopo una reunion per la festa UmeåOpen alla fine del marzo 2007, nell'aprile dello stesso anno è uscita la raccolta Final Exit - Det Egentliga Västerbotten.

## Formazione

### Ultima
- Dave Exit (David Sandström) - voce
- D-Rp (Dennis Lyxzén) - basso
- SXE Guile (Pär Hansson) - batteria
- Anders And (Andreas Johansson) - chitarra (dal 1994)

### Ex componenti
- Kid Stone (Kristofer Steen) - chitarra (1987-1994)

## Discografia

### Album in studio
- 1994 - Teg (Desperate Fight)
- 1997 - Umeå (Desperate Fight)

### Raccolte
- 2007 - Final Exit - Det Egentliga Västerbotten (2 LP+DVD/CD, Monument)